# Salsa (filme)
Salsa (bra: Salsa - O Filme Quente), também chamado de Salsa The Motion Picture, é um filme americano de 1988, do gênero drama romântico-musical, dirigido por Boaz Davidson, com roteiro dele, Tomas Benitez e Shepard Goldman.

## Elenco
- Robby Rosa - Rico
- Angela Alvarado - Vicky
- Rodney Harvey - Ken
- Magali Alvarado - Rita
- Daniel Rojo - Orlando
- Moon Orona - Lola
- Humberto Ortiz - Beto
- Miranda Garrison - Luna
- Tito Puente - o próprio
- Celia Cruz - a própria
- Robert Gould - Boss
- Loyda Ramos - Mãe
- Leroy Anderson - o próprio
- Roxan Flores - Nena
- Deborah Chesher - irmã
- Kenny Ortega - o próprio
- Joanna Garcia - garçonete
- Chain Reaction - o próprio
- Marisela Esqueda - a própria
- Willie Colon - o próprio
- Michael Sembello - o próprio
- Mavis Vegas Davis - o próprio
- Mongo Santamaría - o próprio
- H. Wilkins - o próprio
- Charlie Palmieri - o próprio
- Jellybean Benitez - o próprio

## Sinopse
À noite, quando termina seu trabalho de mecânico, Rico mergulha em sua paixão: o clube de salsa La Luna. Sonhando que ele e sua namorada Vicky se tornem "O Rei e a Rainha da Salsa", Rico se dedica aos ensaios para vencer a Grande Competição de Salsa do La Luna. Mas quando a linda dona do clube convida Rico para ser seu parceiro no concurso, ele precisa decidir entre a ambição e o amor.

## Trilha sonora
1. Margarita - H. Wilkins
2. Chicos Y Chicas - Mavis Vegas Davis
3. Cali Pachanguero - Grupo Niche
4. Your Love - Laura Branigan
5. Good Lovin' - Kenny Ortega, Chain Reaction, The Edwin Hawkins Singers
6. Under My Skin - Robby Rosa
7. Oye Como Va - Tito Puente
8. I Know - Marisela Esqueda, The Edwin Hawkins Singers
9. Spanish Harlem - Ben E. King
10. Puerto Rico - Bobby Caldwell, Marisela Esqueda, Michael Sembello, H. Wilkins, Mongo Santamaría, Charlie Palmieri, The Edwin Hawkins Singers